# Parigi può attendere
Parigi può attendere (Paris Can Wait) è un film del 2016 diretto da Eleanor Coppola.

## Trama
Anne e il marito Michael, produttore cinematografico, si trovano a Cannes per il lavoro di lui, che lo porta come tappa successiva a Budapest. Per la sua otite, Anne decide di non seguire il marito che si occupa solo del suo lavoro ma di andare invece direttamente a Parigi. Jacques, collaboratore di suo marito, si offre di accompagnarla in auto. Quello che doveva essere un viaggio rapido si trasforma in una lenta e piacevole esplorazione della Francia, con Jacques apertamente galante verso Anne che chiama affettuosamente Brulée. Durante il viaggio, comunque, Jacques incontra varie altre donne, tutte apertamente attratte da lui; nel contempo Michael, inizialmente fiducioso, diventa sempre più geloso di Jacques e, quando arrivano a Parigi, Anne trova una serie lunghissima di messaggi in segreteria telefonica; se però entrando in ascensore appena arrivata in appartamento il bacio tra Anne e Jacques non era avvenuto per la chiusura della porta dell'ascensore, poi i due si abbracciano e baciano appassionatamente. La mattina dopo una vicina consegna un pacco ad Anne, contenente una scatola di cioccolatini a forma di rose e i soldi anticipati da Anne durante il viaggio con la sua carta di credito, insieme con un biglietto con il quale Jacques dà appuntamento ad Anne a Los Angeles. Sorpresa e divertita, Anne reagisce mangiando con gusto un cioccolatino e strizzando l'occhio alla telecamera.